# Bolesław Taedling
Bolesław Taedling – polski adwokat, doktor praw, w PRL prokurator wojewódzki w Krakowie.

## Życiorys
Ukończył Liceum Ogólnokształcące św. Marii Magdaleny w Poznaniu.
Był autorem rozprawy Prawo o sądach pracy: z objaśnieniami, orzecznictwem Sądu Najwyższego i rozporządzeniami dodatkowemi (1936).
Przynależał do Koła Obrońców Wojskowych Województwa Poznańskiego. Po II wojnie światowej został powołany do prac nad ustawodawstwem tworzących się struktur Polski Ludowej. 29 grudnia 1946 wraz z adwokatami Marianem Schroederem i Stanisławem Hejmowskim na łamach Głosu Wielkopolski wezwali do oddania w wyborach głosu na Blok Stronnictw Demokratycznych, stwierdzając że „jedynie urzeczywistnienie postulatów Bloku Stronnictw Demokratycznych zapewnić może Polsce nie tylko należne stanowisko wśród innych narodów, lecz ponadto ugruntować wewnątrz kraju sprawiedliwość społeczną, panowanie prawa, ład i bezpieczeństwo dla wszystkich obywateli”.
W latach 50. jako wiceprokurator był zaangażowany w proces polityczny w sprawie karnej Hieronima Majewskiego, oskarżonego o publiczne głoszenie prawdy o zamordowaniu polskich jeńców w Katyniu przez Związek Radziecki.
W grudniu 1954 został wybrany na radnego do Wojewódzkiej Rady Narodowej w Łodzi.
W maju 1959 został wybrany na członka Zarządu Głównego Zrzeszenia Prawników Polskich.
Jego synem był Ryszard Taedling.

## Odznaczenia
- Złoty Krzyż Zasługi (1952)[9]
- Medal 10-lecia Polski Ludowej (1955)[10]